# Pjotr Iwanowitsch Rytschkow

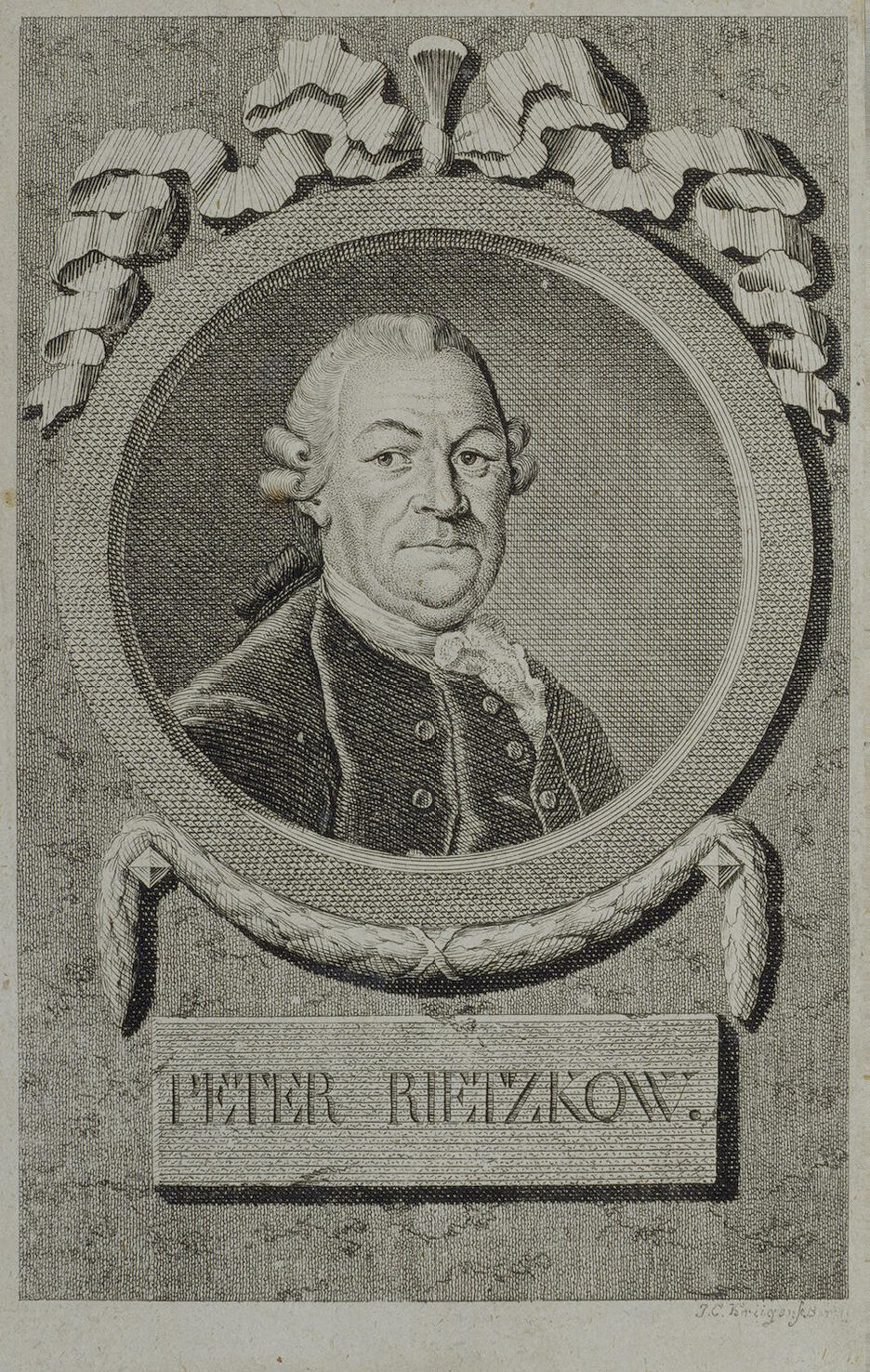
Pjotr Iwanowitsch Rytschkow (Franz Krüger, ca. 1830)

Pjotr Iwanowitsch Rytschkow (russisch Пётр Иванович Рычков; * 1. Oktoberjul. / 12. Oktober 1712greg. in Wologda; † 15. Oktoberjul. / 26. Oktober 1777greg. in Jekaterinburg) war ein russischer Historiker und Geograph.

## Leben
Rytschkows Vater war ein Wologdaer Kaufmann, der Handelsbeziehungen mit Archangelsk unterhielt. Bei einem Exportgeschäft gingen seine Schiffe mit Pottasche und anderen Gütern unter (ca. 1720), worauf der Staat ihn in Haftung nahm und sein Vermögen konfiszierte. Die ruinierte Familie zog 1722 nach Moskau, wo der Vater durch Vermittlung eine Stelle als Hoffaktor am Hof des Herzogs Karl Friedrich von Schleswig-Holstein bekam.
Schon in Wologda lernte Pjotr Rytschkow das Lesen, Schreiben und Rechnen. In Moskau trat er in den Dienst des Leinenfabrikanten I. Tames, der ihn Handel, Buchhaltung und Sprachen lehrte und ihn wie einen Sohn behandelte. Nach Tames Tod lebte er einige Zeit bei seinem Vater. 1730 ging er nach St. Petersburg und arbeitete bei dem Engländer Elmsen, der Direktor der staatlichen Glashütten Jamburg und Schabino an der Luga gewesen war. 1732 wurde er Übersetzer und Buchhalter-Assistent beim St. Petersburger Hafenzoll.
1734 wurde Rytschkow Buchhalter in der Vermessungsexpedition des Obersekretärs des Senats Iwan Kirillowitsch Kirilow. In dem  1744 gegründeten Gouvernement Orenburg leitete Rytschkow die Kanzlei. Als Assistent des Gouverneurs Iwan Iwanowitsch Nepljujew wirkte er an dessen Projekten mit und wurde zur Entwicklung eines Handelsprojektes mit Indien nach St. Petersburg geschickt. In den 1760er Jahren war er beurlaubt, um die ihm verliehenen Landgüter mit Bauern zu besiedeln und sich das Herrenhaus Spasskoje zu bauen. 1770 kehrte er als Hauptverwalter  der Orenburger Salzgeschäfte in den Dienst zurück. Während des Pugatschow-Aufstands verwaltete er unter Pjotr Iwanowitsch Panin auch die auswärtigen Angelegenheiten und die Fremden (Kirgisen, Baschkiren) in der Region.
Seine freie Zeit widmete Rytschkow der Geschichte und der Landesbeschreibung. Seine Topographie erschien auch als Buch in zwei Bänden, dessen deutsche Übersetzung von Jacob Rodde 1772 in Riga erschien und die von Gase im Magazin für die neue Historie und Geographie. Mit seinen 60 wissenschaftliche Abhandlungen war er der Wegbereiter der russischen Wirtschaftsgeographie. Als Erster untersuchte er die russische Imkerei. 1759 war er als erster gebürtiger Russe Korrespondierendes Mitglied der St. Petersburger Akademie der Wissenschaften geworden. 1765 wurde er als Wirkliches Mitglied in die gerade gegründete Freie Ökonomische Gesellschaft gewählt, die ihm 1769 die Silbermedaille und 1770 die Große Goldmedaille verlieh. 1773 wählte ihn die Freie Russische Versammlung, die Gelehrten- und Literaturgesellschaft an der Universität Moskau, zum Mitglied. 1777 wurde er zum Oberkommandeur der Jekaterinburger Fabrikverwaltung ernannt.
Rytschkow war zweimal verheiratet. Mit seiner ersten Frau Anisja Prokofjewna geborene Guljajewa (1715–1751) hatte er drei Söhne und eine Tochter. Sein zweiter Sohn Nikolai folgte den Interessen seines Vaters und wurde Entdeckungsreisender. Seine zweite Frau Jelena Denisjewna geborene Tschirikowa, mit der er 12 Kinder hatte, begeisterte sich für Strickkleidung und verteilte sie an die Frauen von Orenburg. Dank der Aktivitäten der Ehegatten Rytschkow wurden die Orenburger Schals in ganz Russland bekannt.
Rytschkow wurde in der von ihm erbauten Auferstehungskirche auf seinem Landsitz Spasskoje beigesetzt, der jetzt eine Ruine ist. Dieser Ort war der Ausgangspunkt der Expeditionen von Peter Simon Pallas. Im Geographie-Museum der Lomonossow-Universität Moskau in der 24. Etage des Hauptgebäudes steht eine Rytschkow-Büste. 2009 wurde in Sol-Ilezk ein Rytschkow-Denkmal errichtet und 2012 in Orenburg.